# مجلس أدنى

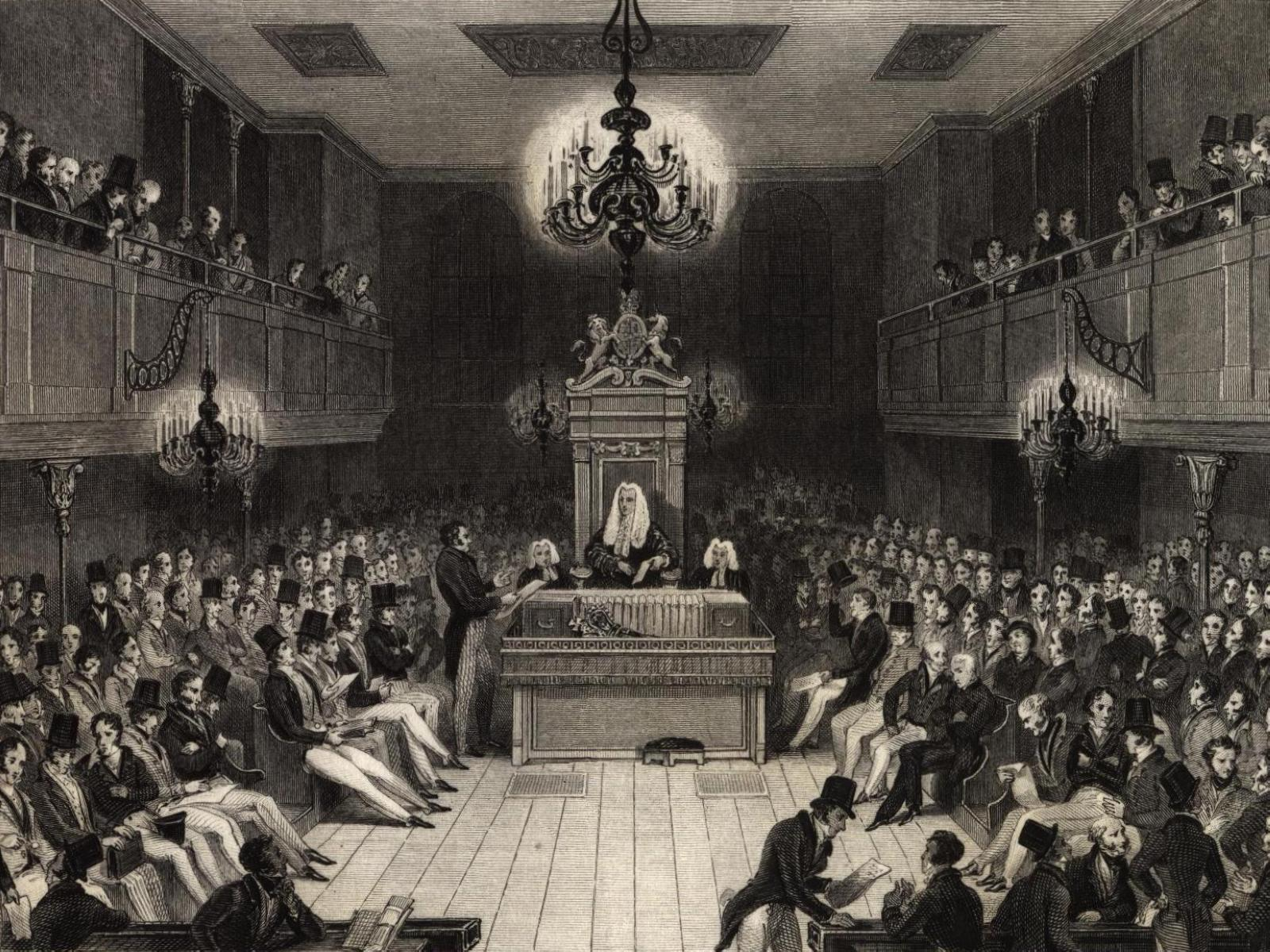

المجلس الأدنى هو واحد من غرفتين في البرلمانات المكونة من مجلسين، يطلق على الغرفة الأخرى المجلس الأعلى. بغض النظر عن موقعه الرسمي «دون» المجلس الأعلى، في العديد من السلطات التشريعية حول العالم، المجلس الأدنى يمتلك سلطة أكبر.

## الأسماء المستخدمة

### الأسماء الشائعة
من الشائع بين كثير من بلدان العالم تسمية المجالس الدنيا باسم مجلس الممثلين أو الشعب أو العموم أو النواب.
- مجلس النواب
- مجلس عموم ويستخدم هذا الاسم في بريطانيا وكندا
- الجمعية التشريعية
- الجمعية الوطنية

### أسماء خاصة
| حكومة     | الاسم باللغة الأصلية للمجلس الأدنى | المعنى بالعربية        |
| --------- | ---------------------------------- | ---------------------- |
| النمسا    | Nationalrat                        | المجلس الوطني          |
| ألمانيا   | Bundestag                          | الدايت الاتحادي        |
| اليونان   | Βουλή των Ελλήνων                  | مجلس الهيلينيون        |
| الهند     | Lok Sabha                          | مجلس الشعب             |
| إندونيسيا | Dewan Perwakilan Rakyat            | المجلس الشعبي التمثيلي |
| أيرلندا   | Dáil Éireann                       | جمعية أيرلندا          |
| جزيرة مان | Yn Kiare as Feed                   | مجلس الكيز             |
| إيطاليا   | Camera dei Deputati                | غرفة النواب            |
| كازاخستان | Májilis                            | الجمعية                |
| ماليزيا   | Dewan Rakyat                       | قاعة الشعب             |
| ميانمار   | ပြည်သူ့ လွှတ်တော်                            | مجلس النواب            |
| هولندا    | Tweede Kamer                       | الغرفة الثانية         |
| بولندا    | Sejm                               | سيم                    |
| روسيا     | Госуда́рственная Ду́ма               | دوما الدولة            |
| إسبانيا   | Congreso de los Diputados          | كونغرس النواب          |